# Coenagrion interrogatum
Coenagrion interrogatum is een libellensoort uit de familie van de waterjuffers (Coenagrionidae).
De wetenschappelijke naam van de soort werd in 1876 gepubliceerd door Edmond de Selys Longchamps.